# Trional
Trionalul (denumit și metilsulfonal) este un medicament sedativ-hipnotic și anestezic derivat de etil-sulfonă. Este similar ca efecte cu sulfonalul, dar instalarea efectelor se face mai rapid.
Compusul a fost preparat și introdus de către Eugen Baumann și Alfred Kast în anul 1888. Medicamentul este menționat în mai multe cărți: Crima din Orient Express și Zece negri mititei de Agatha Christie (ca sedativ) și În căutarea timpului pierdut de Marcel Proust (ca hipnotic).